# Кампании Маврикия на Балканах
Кампании Маврикия на Балканах — серия военных экспедиций, предпринятых византийским императором Маврикием (пр. 582—602) в попытке защитить балканские провинции от авар и южных славян. Широко распространено мнение, что его кампании были лишь символической мерой, и что римское правление на Балканах рухнуло сразу же после его свержения в 602 году.

## Балканы до 582 года

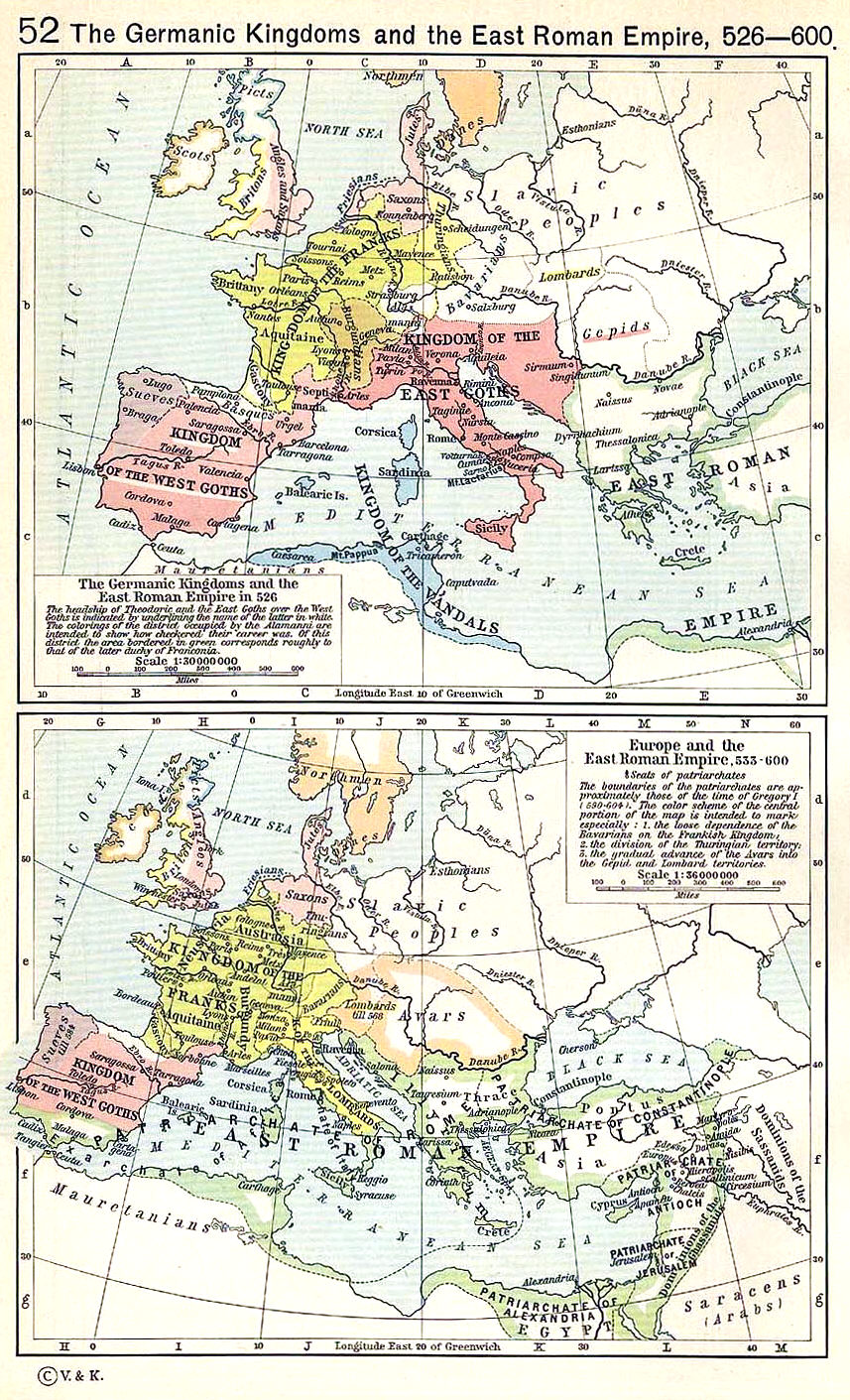
Западная Европа и Восточная римская империя в 526—600 гг.

При вступлении на престол Маврикия самые большие упущения его предшественников можно было найти на Балканах. Юстиниан I пренебрегал защитой Балкан от славян, которые угрожали границе с 500 г. и с тех пор грабили балканские провинции. Хотя он восстановил укрепления Дунайского лимеса, он избегал походов против славян в пользу политики, сосредоточенной на восточном и западном театрах военных действий. Его племянник и преемник Юстин II натравливал аваров на гепидов, а затем и на славян, но это только позволило Аварскому каганату стать более могущественной угрозой, чем гепиды и славяне. Когда Юстин II позволил аварам атаковать славян с римской территории, они вскоре заметили, где можно было получить наибольшую добычу. Что ещё хуже, Юстин II начал римско-персидскую войну 572—591 годов, которая связала силы на востоке, в то время как они были нужны на Балканах. Предшественник и тесть Маврикия Тиберий II Константин опустошил казну. По всем этим причинам славянские вторжения на Балканы продолжались.
За несколько месяцев до воцарения Маврикия зимой 581/2 г. под власть аварского кагана Баяна перешла большая византийская крепость Сирмий, расположенная на северо-западном берегу Дуная, до того выдержавшая трёхлетнюю осаду. Взятие Сирмия лишило Византийскую империю её сильной крепости, что открыло путь для опустошительных набегов авар и их славянских союзников на Балканах. Авары перестали совершать набеги только тогда, когда ромеи согласились платить ежегодную дань в 80 000 солидов Славяне, частично находившиеся под властью аваров, не были связаны договором и продолжали грабить к югу от Дуная.

## Вторжения аваров и славян (582—591 гг.)
В 583 г. авары потребовали увеличения дани до 100 тыс. солидов. Маврикий решил прекратить выплату дани, так как пришёл к выводу, что дополнительные уступки только спровоцируют дополнительные требования. Новое вторжение аваров началось в 583 году с захвата Сингидунума после ожесточённого сопротивления. Авары быстро двинулись на восток и захватили Виминациум и Августу и всего после трёх месяцев войны начали наступление на юго-восток вплоть до Анхиала. Римское посольство встретило аваров возле Анхиала, но переговоры прервались после того, как аварский каган пригрозил дальнейшими завоеваниями, что вызвало гневную реакцию одного из послов — Коментиола. Тем не менее, Маврикий в 584 г. согласился выплатить аварам дань в 100 тыс. солидов, но мирный договор не мешал славянам совершать набеги в Грецию, о чём свидетельствуют многочисленные клады монет в этом регионе, особенно в Аттике недалеко от Афин и на Пелопоннесе.
Поскольку армии империи были связаны войной против персов, Маврикий мог собрать лишь небольшую армию против аваров и славян. Его усилиям мешал тот факт, что операции на Балканах носили исключительно оборонительный характер. В отличие от персидского театра военных действий, балканский театр не давал солдату возможности пополнить свою зарплату за счет грабежей, что делало боевые действия там довольно непривлекательными. Византийским войскам с плохой мотивацией было трудно добиться даже незначительного и локального успеха. Победа, одержанная Коменциолом в Адрианополе 584/585 гг. прекратила славянские вторжения в южную Грецию.
Позже положение на Балканах ухудшилось настолько, что в 585 году персидский шах Ормизд IV мог надеяться заключить мирный договор, который оставил бы Армению персам. Но император отклонил это предложение, добившись более выгодных условиях мира в 591 году. Однако до поры до времени ему приходилось смиряться с аварскими и славянскими вторжениями и надеяться, что расквартированные в Сингидунуме войска смогут сдержать захватчиков, которые представляли постоянную угрозу для родины аваров по ту сторону Дуная. Римское присутствие в Сингидунуме было достаточно сильным, чтобы постоянно прекращать набеги аваров. Однако предотвратить атаки не удалось.
Несмотря на римский гарнизон в Сингидунуме, авары разрушили укреплённые города Ратиария и Оский на Дунае и осадили Фессалоники в 586 году, что сопровождалось набегами славян вплоть до Пелопоннеса. Превосходящая по численности римская армия под предводительством Коментиола избегала любого прямого столкновения и ограничивалась тем, что беспокоила набеги авар стычками и ночными атаками — тактический приём, рекомендованный Стратегиконом Маврикия. В 586 и 587 годах Коментиол одержал несколько побед над славянами на Нижнем Дунае и дважды едва не поймал Баяна. В Томисе на берегу Чёрного моря каган бежал через лагунообразное побережье, а из-за недопонимания между римскими войсками была сорвана засада на южном склоне Балканских гор.
В следующем году Приск принял командование от Коментиола. Его первая кампания во Фракии и Мезии потерпела неудачу, побудив авар продвинуться до Мраморного моря. Однако по мере ухудшения состояния аварских мостов через реку Сава в районе Сирмиума их давление уменьшилось.
Тем не менее, Маврикий делал всё возможное, чтобы укрепить свои войска на Балканах, поскольку славянские набеги продолжались. Он надеялся получить больше денег, сократив жалованье солдатам на четверть. Объявление о планах привело к мятежу на персидском фронте в 588 г., что вынудило императора отказаться от этой идеи. Как следствие, в течение следующих трёх лет на Балканах у империи были лишь ограниченные средства, чтобы сдерживать авар и славян.

## Походы 591—595 гг

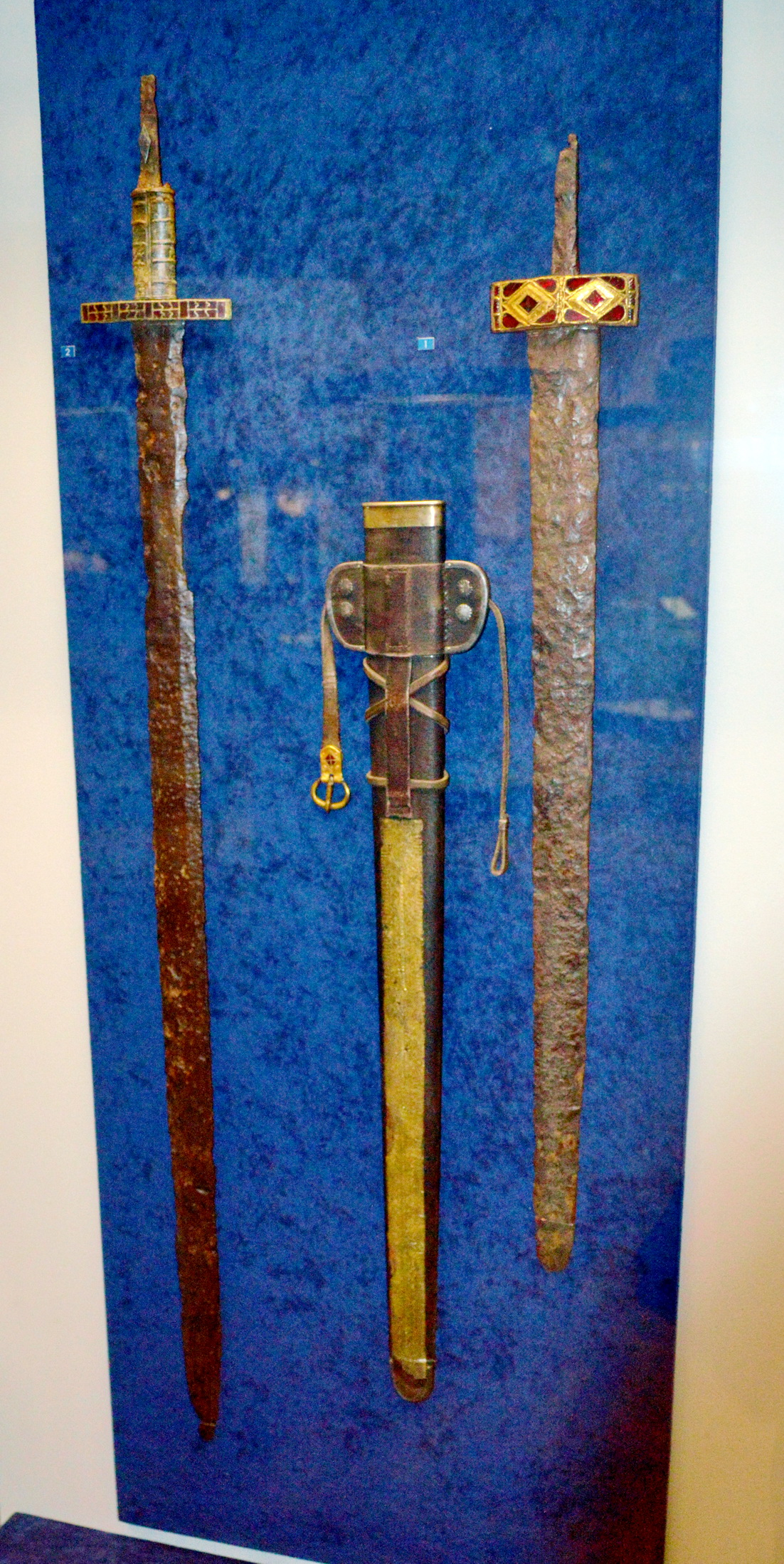
Мечи, использовавшиеся в армии Восточной Римской империи в V—VII веках

В конце лета 591 года Маврикий наконец заключил мир с персидским шахом Хосровом II, который уступил большую часть Армении. Наконец, в его распоряжении были ветераны и рекрутский потенциал Армении. Уменьшение давления аварцев и персов позволило римлянам сосредоточиться на славянах в 590/591 гг. Маврикий уже лично посетил Анхиал и другие города Фракии в 590 году, чтобы наблюдать за их восстановлением и поднять боевой дух своих войск и местного населения. Заключив мир с Персией, он перебросил войска на Балканы.
В 592 году его войска отбили Сингидунум, но вскоре кочевники снова установили там свою власть. Небольшие римские подразделения участвовали в полицейских действиях против славянских налетчиков в Мезии, восстанавливая пути сообщения между римскими городами. Маврикий стремился восстановить прочную линию обороны вдоль реки Дунай, как это сделал Анастасий I столетием ранее. Кроме того, он намеревался удержать аваров и славян от балканской территории, вторгшись на их родину за Дунаем, чтобы обогатить римских солдат грабежами и сделать такие кампании более привлекательными для них.
Полководец Приск начал препятствовать переходу славян через Дунай весной 593 года. Он несколько раз обращал их в бегство, прежде чем переправиться через реку, чтобы до осени вести бой в неизведанных болотах и лесах современной Великой Валахии. Затем он не подчинился императорскому приказу провести зиму на северном берегу Дуная среди замёрзших болот, рек и голых лесов. Вместо этого Приск удалился на зимовку в Одессос, что привело к новому вторжению славян в 593/594 годах в Мезию и Македонию, во время которого были разрушены города Аквис, Скупы и Залдапа.
В 594 году Маврикий сместил Приска и заменил его своим довольно неопытным братом Петром. Несмотря на первоначальную неудачу, тот победил славян при Маркианополе и патрулировал Дунай между Новами и Чёрным морем. В конце августа он переправился через Дунай недалеко от Секуриски к западу от Новэ и пробился к реке Гелибация (Иливакия), фактически помешав славянским приготовлениям к новым походам.
Этот успех позволил Приску, которому тем временем было доверено командовать другой армией выше по течению Дуная, предотвратить в 595 году осаду Сингидуна аварами в совместных действиях с римским дунайским флотом. Тот факт, что авары отступили и отказались от своих планов разрушить город и депортировать его жителей, в отличие от их похода 584 года, показал их неуверенность и угрозу, которую они видели в пограничной крепости.
Впоследствии авары свернули в Далмацию, где разграбили несколько крепостей, избегая прямого столкновения с Приском. Римские полководцы никогда не беспокоились о вторжениях варваров в эту отдаленную и бедную провинцию, поэтому Приску приходилось действовать осторожно. Он не мог позволить себе пренебрегать обороной Дуная и поэтому отправил туда небольшой отряд, чтобы остановить наступление аваров, который задержал продвижение кочевников и отвоевал часть добычи.

## Походы 596—602 гг
После умеренно успешного рейда в Далмацию на Балканах около полутора лет были лишь незначительные действия. Обескураженные отсутствием успеха, авары увидели больше возможностей для добычи на Западе и поэтому совершили набег на франков в 596 году. Между тем, римляне использовали Маркианополь в качестве базы для операций в нижнем течении Дуная против славян и не смогли воспользоваться отсутствием авар. Тем временем крупных славянских набегов не было.

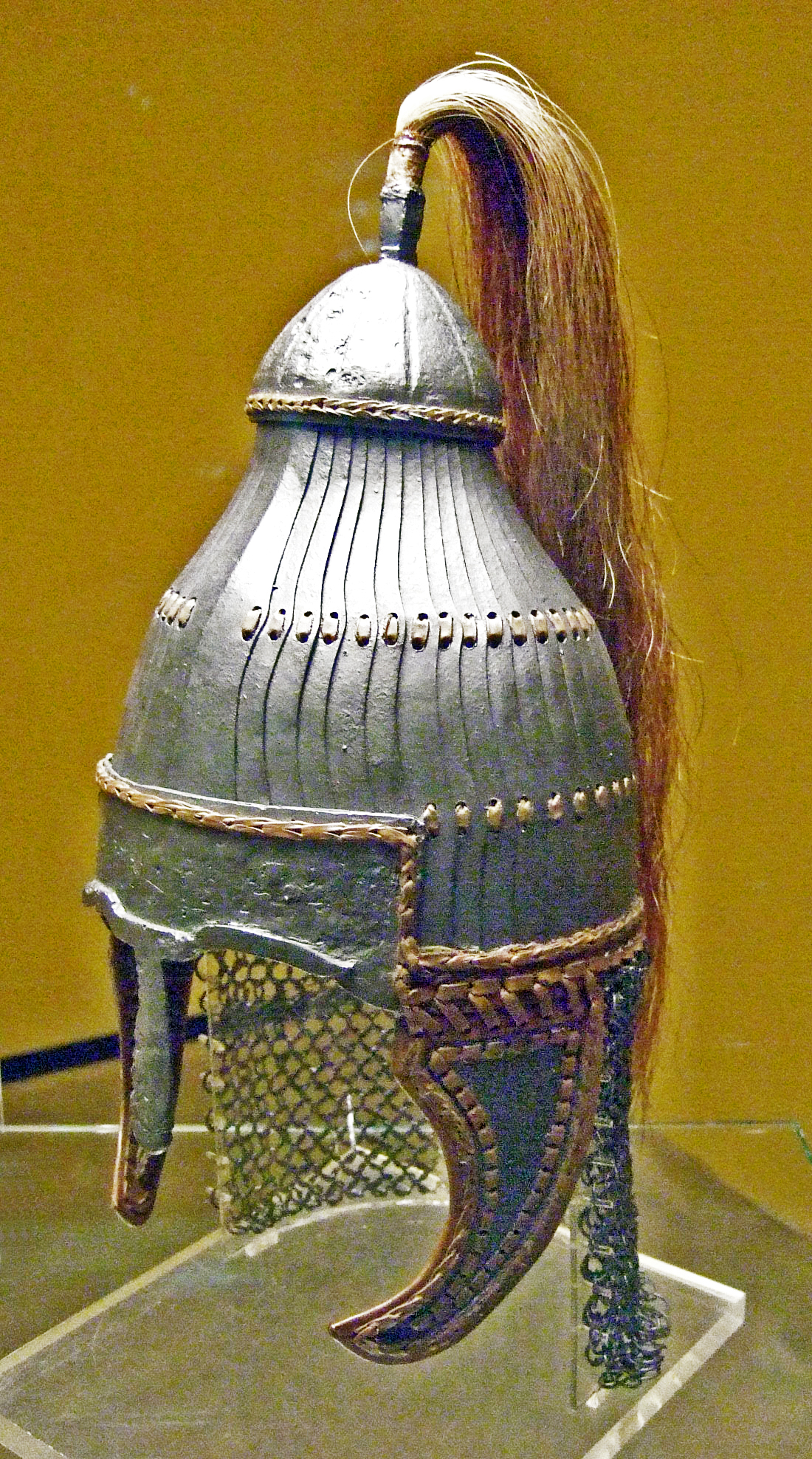
Аварский ламеллярный шлем

Усиленные франкской данью, авары к неожиданности византийцев возобновили дунайские походы осенью 597 г. Аварам удалось осадить армию Приска в Томисе, но 30 марта 598 г. они сняли осаду из-за продвижения армии Коментиола через Балканские горы вдоль Дуная до Зикидибы в 30 км от города. Приск не преследовал аваров и не помогал Коментиолу, из-за чего тот был вынужден отступить в Ятрус, где его войска разбиты и им пришлось пробиваться на юг через хребет Гемус. Авары использовали победу, чтобы продвинуться к Дризипере у Аркадиополя, где большая часть армии и семь сыновей аварского кагана погибли от чумы.
Коментиол был временно отстранён от командования и заменён Филиппиком, а Маврикий призвал своих телохранителей и партии ипподрома на защиту Анастасиевой стены на западе Константинополя. Пока что Маврикию удалось подкупить аваров, в том же году был заключён мирный договор с Баяном, разрешавший экспедиции византийцев в Валахию. Римляне использовали оставшуюся часть года, чтобы реорганизовать свои силы и проанализировать причины неудачи.
После этого империя нарушила договор: Приск продвинулся в район, окружающий Сингидунум, и перезимовал там в 598/599 годах. В 599 году армии Приска и Коментиола двинулись вниз по течению к соседнему Виминациуму и пересекли Дунай. На северном берегу они разгромили аваров в открытом бою, в бою погибло несколько сыновей Баяна. Затем Приск двинулся в Паннонскую равнину и победил кочевников в глубине их владений, но Коментиол остался у Дуная. Впоследствии Приск опустошил обширные участки земли к востоку от Тисы, несколько аварских племен и гепиды понесли особенно большие потери. Два других сражения на берегу Тисы означали дальнейшие поражения аваров.
Кроме того, экзарх Равенны Каллиник отразил атаки славян на Истрию в 599 году.
Осенью 599 года Коментиол вновь открыл Траяновы Ворота недалеко от современного Ихтимана, горный перевал не использовался римлянами десятилетиями. В 601 году Петр двинулся к Тисе и удерживал авар от порогов Дуная, река была жизненно важна для римского дунайского флота и сохранения доступа к Сирмиуму и Сингидунуму. В 602 г. Пётр нанёс ещё одно тяжелое поражение славянам в Валахии, а Аварскому каганату противостояли союзные империи анты, из-за чего государство кочевников оказалось на грани распада из-за мятежа нескольких аварских племен. Одно из восставших племён даже перешло на сторону римлян. К тому времени римляне успешно восстановили Дунайский лимес, успешно велась передовая оборона на враждебных территориях Валахии и Паннонии. Однако, когда Маврикий приказал армии провести зиму 602/603 г. на северном берегу Дуная для закрепления успеха и экономии денег на зимних квартирах, его войска взбунтовались. В аналогичной ситуации в 593 году Приск поступил по собственному разумению, а Пётр не посмел ослушаться приказа императора. Поэтому он вскоре потерял контроль над своей армией, которая двинулась прямо на Константинополь. Это привело к свержению и смерти Маврикия и первому успешному государственному перевороту в Константинополе.

## Балканы после 602 года
Маврикий усмирил балканские границы, чего не было со времён правления Анастасия I. Авар и славян жестоко сдерживали, восстановление и заселение пограничных провинций было ключом к восстановлению имперской власти. Император планировал поселить армянских крестьян-ополченцев в обезлюдевших районах и романизировать славянских поселенцев. После его гибели эти планы потерпели крах, равно как и планы по уничтожению или подчинению Аварского царства. Новому императору Фоке (602—610) предстояло ещё раз сразиться с персами, которые из-за убийства Маврикия объявили Византии войну и заняли Армению. В конечном итоге это привело к упадку классического римского правления на Балканах, что ознаменовало конец поздней античности в этом регионе.
Мнение о том, что византийская власть на Балканах рухнула сразу с приходом Фоки, в итоге не подтвердилось. Фока продолжил походы Маврикия, и перебросил войска на персидский фронт после 605 года. Однако даже после этого маловероятно, чтобы он из-за своего фракийского происхождения вывел бы все войска с Балкан. Нет археологических свидетельств, таких как клады монет или разрушение общин, подразумевающих вторжения славян или аваров, не говоря уже о полном крахе римской власти во время правления Фоки. Напротив, есть свидетельства того, что беженцы из Дардании, Дакии и Паннонии искали защиты в Фессалониках только при его преемнике Ираклии (610—641). Многие крепости были перестроены либо при Маврикии, либо при Фоке, но именно его бездействие из-за ухудшения ситуации на персидском фронте проложило путь массовым вторжениям в первое десятилетие правления Ираклия, а также возможному краху римского владычества на Балканах.
Вполне вероятно, что Ираклий вывел все римские силы с Балкан для борьбы с персидским вторжением. Гражданская война против Фоки привела к ухудшению состояния восточного фронта, а успешные кампании против лангобардов во Фриули в 610 году и против франков в 611 году побудили авар и их подданных-славян возобновить вторжения вскоре после наступления 612 года. Написанные в 610-х годах хроники сообщают о рейдах, разграблении таких городов как Юстиниана Прима и Салона. Неизвестно, когда славяне захватывали конкретные области, но некоторые события можно выделить с высокой точностью: разрушение Нов после 613 г., завоевание Ниша и Сердики и разрушение Юстинианы Примы в 615 году; три осады Фессалоник (ок. 604, 615 и 617 годов); битва при Гераклее-Перинфе на берегу Мраморного моря в 619 году; набеги славян на Крит в 623 году и осада Константинополя в 626 году. Начиная с 620 года археологические данные также свидетельствуют о появлении славянских поселений в разрушенных войной балканских регионах.
Некоторые города пережили нашествия аваров и славян и смогли поддерживать сообщение с Константинополем по морю и рекам. В хрониках упоминается римский полководец Сингидуна, активный в середине правления Ираклия. Многие притоки Дуная были судоходны, близ них сохранились римские поселения, как и современное Велико Тырново на реке Янтре, где до сих пор существует построенная в VII веке церковь. Ираклий использовал краткий промежуток времени между окончанием последней войны против Персии в 628 году и началом арабских нападений в 634 году, чтобы попытаться восстановить хоть какую-то римскую власть над Балканами. Ярким свидетельством этого является строительство крепости Никопол в 629 году. Император также позволил сербам поселиться на Балканах в качестве федератов против аваров и хорватов в Далмации и Нижней Паннонии; хорваты даже отодвинули границу к Саве в 630 году. Однако он не смог завершить начатое из-за необходимости отбиваться от арабов на востоке. Римское правление в сельских районах Балкан ограничивалось успехами, достигнутыми в коротких летних кампаниях. Города Балкан, традиционно бывшие крупными центрами римской цивилизации, выродились из многолюдных, богатых и самодостаточных античных полисов в укреплённые каструмы. Они не смогли сформировать культурное и экономическое ядро, на котором могло бы строиться римское государство. Затем их население было ассимилировано славянскими поселенцами. Тем не менее, некоторые города на Дунае сохраняли свою римскость и принадлежность к Византии вплоть до протоболгарского вторжения 679 года. Тот факт, что протоболгары использовали упрощённую форму греческого языка для делопроизводства, свидетельствует о том, что византийское население и административные структуры времён империи существовали на этих землях и после её окончательного падения.